# Distretto di Chiang Khwan
Il distretto di Chiang Khwan (in thailandese: เชียงขวัญ) è un distretto (amphoe) della Thailandia, situato nella provincia di Roi Et.